# Polpochila
Polpochila es un  género de coleópteros adéfagos de la familia Carabidae.
De distribución neotropical, con 25 especies, tres llegan al sur de Estados Unidos. Prefieren hábitats húmedos.

## Especies
Comprende las siguientes especies:
- Polpochila aguilari Mateu, 2000
- Polpochila angularis Negre, 1967
- Polpochila barbata Negre, 1963
- Polpochila capitata (Chaudoir, 1852)
- Polpochila chilensis (Chaudoir, 1837)
- Polpochila darlingtoni Negre, 1963
- Polpochila erro (Leconte, 1854)
- Polpochila flavipes (Dejean, 1831)
- Polpochila hendrichsi Negre, 1967
- Polpochila impressifrons (Dejean, 1831)
- Polpochila marginalis Negre, 1963
- Polpochila minuta Negre, 1963
- Polpochila monrosi Negre, 1963
- Polpochila nigra (Gory, 1833)
- Polpochila pueli Negre, 1963
- Polpochila reticulata Negre, 1963
- Polpochila rotundicollis Bates, 1882
- Polpochila scaritides (Perty, 1830)
- Polpochila schaumi Negre, 1963
- Polpochila sulcata Negre, 1963
- Polpochila venezolana Negre, 1963
- Polpochila vicina Negre, 1963
- Polpochila willineri Mateu, 2000